# Associació Valenciana de Musicologia
L'Associació Valenciana de Musicologia fou creada el 2005 per a fomentar la col·laboració i l'intercanvi entre els musicòlegs valencians i la recerca, la recuperació i la difusió del patrimoni musical valencià. L'entitat organitza una Jornada de Musicologia anual i un Congrés Internacional cada cinc anys, a més d'altres cursos i seminaris. També publica la revista digital d'investigació musical Quadrivium.
Dins de la seua tasca de divulgació musicològica, AVAMUS ha participat assíduament en el programa de ràdio Territori sonor, en À Punt FM, difonent temes actuals de la recerca musicològica, tant en el terreny de la musicologia històrica com en el de l'etnomusicologia, mitjançant entrevistes als investigadors.
L'associació disposa d'una mediateca, que conté els fons digitalitzats de les revistes Orgues del País Valencià (1979-1981) i Cabanilles (1982-1990).

## Premi honorífic
AVAMUS atorga cada tres anys un Premi Honorífic de Musicologia a una personalitat destacada per l'estudi i la difusió del patrimoni musical valencià.
- 2011: Josep Climent Barber
- 2014: Fonoteca de Materials
- 2017: Fermín Pardo Pardo
- 2021: María del Carmen Gómez Muntané
- 2024: Vicent Ros Pérez[5]